# Star Wars: Empire at War
A Star Wars: Empire at War (hozzávetőleges fordításban: „Csillagok háborúja: – Hadban a Birodalom”) egy 2006-ban a LucasArts és a Petroglyph által kiadott valós idejű stratégiai játék (RTS), ami a Star Warsuniverzumában  játszódik. A játékban a Birodalom (Empire) vagy a Felkelők Szövetsége (Rebellion) erőivel játszhatunk. Mindkét félnek megvannak az előnyei és hátrányai. A Birodalom inkább az űrhajók terén erős, míg a Lázadók inkább a földi erőkre koncentrálnak. A cél a totális galaktikus uralom, ehhez az ellenség legyőzése szükséges mindkét hadszíntéren, űrben és szárazföldön.

## Játékmenet
Egyetlen nyersanyag van, a „credit” (ez a Csillagok háborúja Galaxisának univerzális pénzneme), amelyet bolygók elfoglalásával, bányák építésével és kereskedelmi útvonalak birtoklásával lehet növelni. Minden ellenőrzés alatt tartott bolygónak van egy állandó credit termelése, ami függ a bolygó tulajdonságaitól. A bolygókon való építkezés korlátozott, ez függ az adott bolygótól, emellett fontos megjegyezni, hogy minden bolygó egyedi tulajdonságokkal rendelkezik, például: csökkenti a galaxisban az egyik egység gyártási idejét, stb.
A játék egy fő kampányt és sok mellékkampányt, illetve csatát kínál fel.
A játékban vannak olyan szereplők, a hősök, akiknek irányítása bizonyos előnyökhöz juttatja a játékost, de mégsem teszi lehetetlenné a játékot egy ellenséges hős megjelenése.

### Gyártás
A játékban a Birodalom oldalán a vadászgépek és a bombázók a csatahajókkal együtt gyártódnak le, azok is szállítják, és harcokban automatikusan az űrbe engedik őket. Ezzel szemben a lázadóknak külön kell legyártaniuk ezeket az egységeket.
Az űrhajók gyártása űrbázisokon történik, és a fejlettség-, valamint az űrbázis szintjétől függ, hogy milyen típusok gyártása lehetséges. A szárazföldi egységek pedig a bolygókon gyárthatóak, de rendelkezni kell a bolygónak a megfelelő épülettel.

### Csaták
A csaták során lehetőség van utánpótlás hívására. A szárazföldi csaták színesebbek, mivel több szárazföldi egység van. Csatáknál lehetőség van úgynevezett pod-ok elfoglalására, ezekre védelmi eszközök építhetők. Űrben lézer és rakéta állomás, szárazföldön gyalogság-, jármű- és repülőgép elleni ágyúk, valamint gyógyító, javító állomások és radar.
- Űr: Az egyszerre csatában lévő hajók mennyisége korlátozott, így a csata még akkor is megnyerhető, ha az ellenség túlerőben van. A védő űrbázisának lehetősége van hajók gyártására, de az a fejlettségi szinttől függ, hogy milyen hajókat.
- Szárazföld: Landolási pontok elfoglalásával lehet növelni a szárazföldre hozható csapatok számát. A védők gyártó épületei támadás alatt is gyártanak, és az elkészült egységeket fel lehet használni a védekezésre.

Szárazföldi csatáknál lehetőség van „Bombing Run”-ra, vagyis egy terület bombázására, ehhez viszont a Birodalomnál egy Tie Bombázó hordozónak (Acclamator-, Victory- vagy Birodalmi-osztályú Csillagromboló), a Lázadóknál egy Y-szárnyú vadászosztagnak kell az űrben állomásoznia.

### Egységek

#### Birodalom

##### Űr
- Vadászok/Bombázók:
  - Tie bombázó (Tie Bomber): bombázó egység, nagy hajók elpusztításához és Bombing Runhoz
  - Tie vadászgép (Tie Fighter): vadász egység
  - Tie felderítőgép (Tie Scout): gyors vadász, inkább felderítésre, mint harcra
- Kisegítő hajók:
  - Robotszonda (Probe Droid): felderítésre és kémkedésre készített droid
  - Tartan járőr-cirkáló (Tartan Patrol Cruiser): kis korvett, amely a vadászok és bombázok réme
  - Interdictor cirkáló (Interdictor Cruiser): segédhajó, feladata megakadályozni az ellenség visszavonulását és rakétazavarás, ennek ára a kevés fegyver és páncélzat
  - Broadside cirkáló (Broadside Cruiser): segédhajó, feladata az ellenséges űrállomások semlegesítése nagy robbanó erejű rakéták segítségével, emellett kiváló a vadászok és bombázók elpusztítására
  - Flottaparancsnok (Fleet Commander): katonatiszt, aki 25%-kal növeli az egységek tulajdonságait, és mindig a flotta legerősebb hajóján található, amelynek megsemmisülése esetén meghal
- Csatahajók:
  - Acclamator osztályú cirkáló (Acclamator Cruiser): közepes fregatt, a játék elején a legjobb hajó a Birodalom oldalán.

Egy TIE bombázó- és egy TIE elfogóvadász-századot hordoz.
- - Victory osztályú cirkáló (Victory Cruiser): az Acclamator után következő hajótípus, elsősorban az ellenséges hajók pajzsának semlegesítésére alkalmas, köszönhetően az ion lövegeinek. Két TIE bombázó- és három TIE elfogóvadász-századot hordoz.
  - Csillagromboló (Star Destroyer): A legnagyobb birodalmi csatahajó, de ennek ára is van. Az egyetlen birodalmi hajó, ami rendelkezik vonósugárral. 5 TIE Bomber, 2 TIE Crafter és 10 TIE Intercreptor századot hordoz.

##### Szárazföld
- Rohamosztagosok (Stormtroopers): alapvető gyalogos egység, csak pod-ok elfoglalására és ellenséges gyalogság feltartóztatására alkalmas
- Felderítők (Scout Troopers): felfedezésre használható egység, legjobb egység a Bombing Run céljának felderítésére
- Field commander (Tábornok): jelenléte 25%-kal növeli az egységek tulajdonságait
- AT-ST (All Terrain Scout Transport): kicsi, kétlábú birodalmi lépegető, leginkább gyalogsági ágyúk és gyalogság ellen
- Tie Mauler: kis, a Tie-vadászokhoz hasonló felépítésű lánctalpas tank, képes legázolni a gyalogságot, ideális gyalogság ellen, csak gyenge páncélzata van
- SPMA (Self Propelled Mobile Artillery): mobil tüzérség, nagy távolságú célpontok ellen, illetve védekezéshez, de gyenge páncélzatú egység
- 2-M Repulsor Tank: lebegő meghajtású (repulzoros) tank lézertoronnyal felszerelve, ideális járművek ellen
- AT-AT (All Terrain Armored Transport): négylábú birodalmi lépegető, ami nagy tűzerővel rendelkezik, de ez inkább járművek és épületek ellen érvényesül, képes 2 csapat rohamosztagost szállítani, és bárhol, bármikor harcba bocsátani
- AT-AA (All Terrain Anti-Aircraft): mozgó légvédelmi egység, csak a lázadó felhősiklók ellen lehet igazán használni

##### Hősök
- Darth Vader: földön és űrben is megtalálható hős, de leginkább szárazföldön érvényesül a legjobban. Szárazföldi képességei a gyalogság (Force Push), valamint a járművek (Force Crush) sorainak a csökkentése
- Palpatine császár: csak földön harcoló hős, képességei, hogy a villámot (Force Lightning) szórjon és irányítása (Force Corruption) alá vegye az ellenséges gyalogságot. Továbbá van egy állandó képessége, amely életerőt lop a gyalogságtól. A bolygón, ahol tartózkodik, 25%-kal csökken az építési költség.
- Boba Fett: űr- és planetáris csatákban is használható, speciális képessége, hogy egy bolygón tartózkodó ellenséges hőst semlegesít (tábornokot vagy flottaparancsnokot)
- Veers tábornok: csak szárazföldi hős, továbbfejlesztett AT-AT-t irányít, speciális képessége, hogy a megnövelt tűzerővel képes támadni egy egységet vagy épületet
- Piett kapitány: csak űrben megtalálható, egy megerősített Csillagrombolót irányít, a vonósugaron kívül speciális képessége, hogy egy nagy erejű fotontorpedóval támad egy nagyobb hajót.

#### Lázadók

##### Űr
- Vadászok/Bombázók:
  - A-szárnyú vadászgép: űrvadászgép, képes az ellenséges vadászokat maga után csalni
  - X-szárnyú vadászgép: űrvadászgép, képes a szárnyait összezárni, ekkor a tűzereje csökken, de nő a sebessége
  - Y-szárnyú vadászgép: bombázó egység, nagy hajók elpusztításához és Bombing Runhoz. Torpedói képesek áthatolva a pajzson rögtön az ellenséges hajó burkolatát megsebezni.
  - Z-95: kezdeti vadász egység, gyenge páncélzattal és tűzerővel, ezeket váltja le az X-szárnyú. Bizonyos pályákon elérhető a Birodalom oldalán is, ahol van egy elfoglalható gyártóépület.
- Kisegítő hajók:
  - Koréliai korvett: kis korvett, ideális vadászok ellen
  - Koréliai ágyúnaszád: kis korvett, ami vadászok ellen és kisebb csatahajók ellen kiváló
  - Marauder rakétacirkáló: a Broadside cirkáló lázadó megfelelője
  - Flottaparancsnok: 25%-kal növeli az egységek tulajdonságait, a flotta legerősebb hajóján található
- Csatahajók:
  - Nebulon-B fregatt: alap csatahajó, kevés fegyver, viszont gyors
  - Másodosztályú rohamfregatt: közepes csatahajó, több fegyver, ami inkább ellenséges csatahajók ellen jó
  - Mon Calamari cirkáló: a legerősebb lázadó hajó, a több fegyveren kívül ionágyúkat is kapott

##### Szárazföld
- Lázadó gyalogság (Rebel Soldiers): alap gyalogság, csak gyalogság ellen hatásos
- Plex Soldiers: járművek ellen az egyik legkiválóbb egység, a pusztító rakétáinak köszönhetően
- Rebel Infiltrator: Lázadók elit kommandósa, gyalogság és épületek ellen
- Field Commander: jelenléte 25%-kal növeli az egységek tulajdonságait
- T2-B Repulsor Tank: könnyű lebegő tank, elsősorban gyalogság és könnyű páncélú egységek ellen, de lehet használni felderítésre is
- MPTL-2A (Mobile Proton Torpedo Launcher): Mozgó protontorpedó-tüzérségi jármű: kiváló minden ellen, de lassú és gyengén páncélozott
- T4-B Heavy Tank: nehéz tank erős fegyverekkel és páncélzattal, járművek és épületek ellen
- Terepsikló: Repulzoros vadász egység, amit a bolygófelszínen használnak, kiváló járművek és épületek ellen

##### Hősök
- Raymus Antilles kapitány: csak űrben megtalálható hős, egy megerősített koréliai korvettet irányít
- Ackbar admirális: csak űrben megtalálható hős, egy megerősített Mon Calamari cirkálót irányít, speciális képessége, hogy a közelben lévő szövetséges hajók tűzerejét egy célpontra irányítja
- Han Solo és Csubakka: mindkét hadszíntéren megtalálható hősök, űrben a Millennium Falconnal, szárazföldön gyalogosan jelennek meg
- Mon Mothma: nem harcoló hős, de jelenlétével 25%-kal növeli a harcolók morálját, és 25%-kal csökkenti a gyártási költséget
- R2-D2 és C-3PO: elsősorban kémkedés a szerepük, a Lázadók általuk szereznek új egységeket és épületeket
- Obi-Wan Kenobi: Öreg Jedi-lovag még a régi Köztársaságból, aki túlélte a 66-os parancsot

## Külső hivatkozások
- A játék hivatalos honlapja